# Walter Eich
Walter Eich (27 de maio de 1925 - 1 de junho de 2018) foi um futebolista suíço que atuava como goleiro.

## Carreira
Walter Eich fez parte do elenco da Seleção Suíça de Futebol, na Copa do Mundo de 1954, em casa na Suíça.